# Kalenderovci Donji
Kalenderovci Donji (szerbül: Календеровци Доњи), település Bosznia-Hercegovinában, Derventa községben, a Szerb Köztársaság északi régiójában. 

## Fekvése
A település Bosznia-Hercegovina északi részén, Dobojtól légvonalban 31, közúton 41 km-re északnyugatra, községközpontjától légvonalban 6, közúton 7 km-re dél-délnyugatra, a Krnjin-hegység nyugati területén, az Ukrina jobb oldali mellékvizei, a Lupljanica és a Bišnja-patakok között, 125-213 méteres magasságban található. Két sor családi házból és az M17.2-es főútra kivezető helyi út ágai körül elhelyezkedő ingatlanokból áll.

## Népessége
| Nemzetiségi csoport | Népesség 1991 | Népesség 2013 |
| ------------------- | ------------- | ------------- |
| Szerb               | 96            | 82            |
| Bosnyák             | 152           | 108           |
| Horvát              | 62            | 14            |
| Jugoszláv           | 4             | 1             |
| Egyéb               | 10            | 15            |
| Összesen            | 324           | 220           |

## Története
A település 1878-ig tartozott az Oszmán Birodalomhoz, ekkor a berlini kongresszus határozata alapján az Osztrák-Magyar Monarchia része lett. 1879-ben az első osztrák-magyar népszámlálás során a Derventi járáshoz tartozó Kalenderovci Turski településnek 7 háztartása és 60 muszlim lakosa volt. 1910-ben a Derventai járáshoz tartozó településen 26 háztartást, 61 muszlim, 33 ortodox és 31 római katolikus lakost találtak. A monarchia szétesésével 1918-ban előbb a Szerb-Horvát-Szlovén Királyság, majd 1929-től a Jugoszláv Királyság része lett. 1921-ben a Derventai járáshoz tartozó településnek 163 lakosa volt, közülük 67 muszlim, 24 ortodox szerb, 51 római katolikus és 21 evangélikus volt. Az 1929-es törvény értelmében, amikor Bosznia-Hercegovinát négy banovinára, Drinskára, Vrbaskára, Zetskára és Primorskára osztották, a település a Vrbaska banovina (Orbászi bánság) része lett, amelynek székhelye Banja Luka volt. 1939-ben a közigazgatás átszervezésével a Hrvatska banovina (Horvát Bánság) része lett.
A második világháborúban Jugoszlávia megszállása után a Független Horvát Állam (NDH) része lett. A második világháború után 1992-ig a település a szocialista Jugoszlávia keretében a Bosznia-Hercegovinai Népköztársaság része volt. A boszniai háborút lezáró daytoni békeszerződés rendelkezése alapján az ország területét felosztották a Bosznia-hercegovinai Föderáció és a boszniai Szerb Köztársaság között. A békeszerződés utáni területmegosztási megállapodás értelmében a település Derventa község részeként a Boszniai Szerb Köztársasághoz került. 

## Nevezetességei
A település mecsete.